# Hama Okamoto
 (avril 2023).
La mise en forme du texte ne suit pas les recommandations de Wikipédia : il faut le « wikifier ».
Les points d'amélioration suivants sont les cas les plus fréquents. Le détail des points à revoir est peut-être précisé sur la page de discussion.
- Les titres sont pré-formatés par le logiciel. Ils ne sont ni en capitales, ni en gras.
- Le texte ne doit pas être écrit en capitales (les noms de famille non plus), ni en gras, ni en italique, ni en « petit »…
- Le gras n'est utilisé que pour surligner le titre de l'article dans l'introduction, une seule fois.
- L'italique est rarement utilisé : mots en langue étrangère, titres d'œuvres, noms de bateaux, etc.
- Les citations ne sont pas en italique mais en corps de texte normal. Elles sont entourées par des guillemets français : « et ».
- Les listes à puces sont à éviter, des paragraphes rédigés étant largement préférés. Les tableaux sont à réserver à la présentation de données structurées (résultats, etc.).
- Les appels de note de bas de page (petits chiffres en exposant, introduits par l'outil «  Source ») sont à placer entre la fin de phrase et le point final[comme ça].
- Les liens internes (vers d'autres articles de Wikipédia) sont à choisir avec parcimonie. Créez des liens vers des articles approfondissant le sujet. Les termes génériques sans rapport avec le sujet sont à éviter, ainsi que les répétitions de liens vers un même terme.
- Les liens externes sont à placer uniquement dans une section « Liens externes », à la fin de l'article. Ces liens sont à choisir avec parcimonie suivant les règles définies. Si un lien sert de source à l'article, son insertion dans le texte est à faire par les notes de bas de page.
- La présentation des références doit suivre les conventions bibliographiques. Il est recommandé d'utiliser les modèles {{Ouvrage}}, {{Chapitre}}, {{Article}}, {{Lien web}} et/ou {{Bibliographie}}. Le mode d'édition visuel peut mettre en forme automatiquement les références.
- Insérer une infobox (cadre d'informations à droite) n'est pas obligatoire pour parachever la mise en page.

Pour une aide détaillée, merci de consulter Aide:Wikification.
Si vous pensez que ces points ont été résolus, vous pouvez retirer ce bandeau et améliorer la mise en forme d'un autre article.
Hama Okamoto (ハマ・オカモト, né le 12 mars 1991) est un bassiste japonais et membre du groupe de rock Okamoto's de Tokyo. Il est représenté par l'agence "Sony Music Artists". Il est le fils aîné de Masatoshi Hamada du groupe Downtown et de l'actrice Natsumi Ogawa. Son vrai nom est Ikumi Hamada (濵田 郁未, Hamada Ikumi).

## Équipement utilisé
- Fender Precision Bass fabriquée en 1968.
Paddle peg qui n'a été adopté que quelques années à partir de 66 ans à bord.
- Shawstar américain AS-57
Fabriqué dans les années 1990, la partie jack du bouclier brille comme un feu arrière d'une voiture américaine.
- Honey JET68-B
Est inspirée de la base d'Echo rocket base
- Fender Precision Bass Hama Okamoto Modèle #4[1]
- Fender Squier Katana fabriquée en 1985

## Groupes associés
- Okamoto
- Zutto Zuletellz
- EdBUS[2]

## Enregistrements (avec participation)
2009
| Date   | Artiste         | Enregistrement                                                        |
| ------ | --------------- | --------------------------------------------------------------------- |
| 2 déc. | bRIAN Shinsekai | Eiko no Rockstar – Oretachi wa Lockstar nanda ! – « Senkō Riot 2009 » |

2010
| Date     | Artiste                 | Enregistrement                                             |
| -------- | ----------------------- | ---------------------------------------------------------- |
| 9 juin   | Band A                  | girl's end "girl's end"                                    |
| 29 sept. | Gota & Kamui Supporters | Possible "Kamui "F1 Driver 'Kamui Kobyashi' Support Theme" |
|          | SMA All Stars           | Best Hit SMA - Song Meets Audience -                       |

2011
| Date   | Artist     | Recording                                                                  |
| ------ | ---------- | -------------------------------------------------------------------------- |
| 2 Feb  | Miyavi     | What's My Name? feat. Hama Okamoto (from Okamoto's) "What's My Name? e.p." |
| 14 Dec | Asako Toki | heartbeat "Best! 2004-2011"                                                |

2012
| Date        | Artiste          | Enregistrement                 |
| ----------- | ---------------- | ------------------------------ |
| 8 févr.     | Gen Hoshino      | Moshimo, Ranshi "Film"         |
| 25 avril    | MagokoroBrothers | Amenbo "Keep on travelin"      |
| 4 juil.     | Gen Hoshino      | Kanata "Yume no Soto e"        |
| 20 novembre | Masatoshi Hamada | Switch Furoku CD "Love Letter" |
| 28 novembre | Gen Hoshino      | Kisetsu "Shiranai"             |

2013
| Date       | Artiste           | Enregistrement                          |
| ---------- | ----------------- | --------------------------------------- |
| 30 janv.   | Rina Sumioka      | Harenohi "Harenohi"                     |
| 8 mai      | Akaï Kutsu        | Hirninal Rain "Inorimasu no Mori"       |
| 8 mai      | Gen Hoshino       | Dust "Gag"                              |
| 29 mai     | Magokoro Brothers | Kienai E                                |
| 16 oct.    | Hiroshi Fujiwara  | solfa, f.o. Hoka "manners"              |
| 6 novembre | Momoiro Clover Z  | Gounn "Gounn"                           |
| 13 nov.    | Rip Slyme         | Sly "Sly"                               |
| 23 déc.    | Rina Sumioka      | We Are Never Ever Getting Back Together |

2014
| Date     | Artiste            | Enregistrement                                                                            |
| -------- | ------------------ | ----------------------------------------------------------------------------------------- |
| 26 févr. | Kana Hanazawa      | last contrast "25"                                                                        |
| 11 juin  | Glim Spanky        | Shōsō, Midnight Circus "Shōsō"                                                            |
| 11 juin  | Gen Hoshino        | Crazy Crazy, Night Troop "Crazy Crazy/Sakura no Mori"                                     |
| 23 juin  | Tortoise Matsumoto | "Wā'! /Chalida"                                                                           |
| 25 juin  | The Bawdies        | Live At Billboard Live 20140317 * Shokai Gentei-ban Bonus Track "Nice And Slow / Come On" |
| 12 nov.  | Rina Sumioka       | Namida Biyori, Colorful Monochrome "watchword"                                            |
| 3 déc.   | Charan-Po-Rantan   | Workaholic "Theater Theater"                                                              |

2015
| Date   | Artist                | Recording                                                     |
| ------ | --------------------- | ------------------------------------------------------------- |
| 21 Jan | Bomi                  | Getsuyō no Melancholy, Matataku Speed de "Born In The U.S.A." |
| 8 Mar  | Ucari & The Valentine | I'm In Love With You "New Dance"                              |
| 13 Mai | Mashimaro             | "Garan to shi teru"                                           |
| 22 Mai | Char                  | Tokio Drive "Rock Jū"                                         |
| 27 Mai | Gen Hoshino           | Sun "Sun"                                                     |
| 24 Jun | Hey! Say! JUMP        | Disco Jockey!!! -Bonus Tracks- "Jumping Car"                  |
|        | Puffy AmiYumi         | Colorful Wave Surfers, Coco Hawaii                            |
| 16 Sep | sébuhiroko            | Lost Highway "Wonderland"                                     |
| 28 Oct | Aki Yashiro           | Give You What You Want "Aiuta"                                |
|        | Miyavi                | Express It "Citizen Attesa 2015 no CM Song"                   |
| 2 Dec  | Gen Hoshino           | Week End, Tokiyo "Yellow Dancer"                              |

2016
| Date      | Artist                 | Recording                                                                       |
| --------- | ---------------------- | ------------------------------------------------------------------------------- |
| 17 Fev    | Momoiro Clover Z       | Mahoro Vacation "Hakkin no Yoake"                                               |
| 20 Avril  | Shiritsu Ebisu Chugaku | Acne "Ana Sora"                                                                 |
| 6 Juillet | Ken Hirai              | Kyōi no Bonsai "The Still Life"                                                 |
| 3 Août    | Kayoko Yoshizawa       | Avocado feat. Ichiyo Izawa " to Utsukushī Hito-tachi"                           |
| 28 Sep    | Kyoko                  | Ikasama Binanshi feat. Linda "Ikasama Binanshi feat. Linda / Magenta Butterfly" |
| 5 Oct     | Gen Hoshino            | Koi, Drinking Dance "Koi"                                                       |

2017
| Date    | Artist           | Recording                                                           |
| ------- | ---------------- | ------------------------------------------------------------------- |
| 8 Fev   | Miyu Koike       | Koisuru Futari wa, Hitorigoto "Koisuru Futari wa"                   |
| 15 Fev  | Hana Sekitori    | Moshimo Boku ni, Heibon na Mainichi "Kimi ni yoku Nita Hito ga iru" |
| 15 Mar  | Kayoko Yoshizawa | Utopia "Yaneura-jū"                                                 |
| 22 Mar  | Charisma.com     | classic glasses "not not me"                                        |
| 22 Mar  | Onigawara        | Hit Chart o Nerae! "Hit Chart o Nerae!"                             |
| 12 Avr  | Ai Otsuka        | Hey! Bear "Love Honey"                                              |
| 17 Mai  | Juon             | my girl                                                             |
| 21 Juin | T.N.C            |                                                                     |
| 16 Août | Gen Hoshino      | Pudding "Family Song"                                               |

## Productions
| Date        | Artist           | Recording                                      | Notes |
| ----------- | ---------------- | ---------------------------------------------- | --- |
| 12 Nov 2014 | Rina Sumioka     | Namida Biyori, Colorful Monochrome "watchword" | Sound producer |
| 3 Dec 2014  | Charan-Po-Rantan | Workaholic "Theater Theater"                   | Sound producer with Ucary & The Valentine |
| 24 Mai 2016 | Negicco          | SNS o Buttobase "Tea for Three"                | Producer |
| 15 Mar 2017 | Kayoko Yoshizawa | Utopia "Yaneura-jū"                            | Sound producer; recording members were Tomotaka Imamichi (Hitosarai/Barbee Boys; G.), Hama Okamoto (B.), Keisuke Okamoto (Kuroneko Chelsea; P.), Hiroko Sebu (P.), Team Mio Okamura (S.) |
| 22 Mar 2017 | Charisma.com     | classic glasses "not not me"                   | Sound producer |

## Live support
- Yo-King
- Hiroshi Fujiwara
- Magokoro Brothers
- Shigeru Suzuki×Ino Hidefumi
- Gen Hoshino
- The Bawdies
- Tamio Okuda
- Kayoko Yoshizawa

## Filmographie

### programmes télé
| Dates          | Title                              | Network         | Notes | Ref.  |
| -------------- | ---------------------------------- | --------------- | --- | ----- |
| 30 Oct 2014 –  | Big Audio Dynamite                 | Space Shower TV | Emissions irrégulières ; chargé d'une émission de musique focusse sur les groupes et rythmes corporels |       |
| 9, 16 Jan 2015 | Tamori Club                        | EX              | - "Aurora Awards! 2015" Judge and Guest - 18 Mar 2016 – "Hebirote at the Musical Instrument Department! Trial Playing Ranking" - 31 Mar 2017 – "It's Beautiful! Feel Good!! All Japan One Touch Championship" | [ 3 ] |
| 31 Mar 2015 –  | Full Chorus: Ongaku wa Full Chorus | BS Sukapā!      | MC en charge avec Becky |       |
| 5 Juin 2015 –  | Music Station                      | EX              | - Première apparition dans le groupe Okamoto's - 23 Sep 2015, Ultra Fes - En tant que membre du groupe de Ringo Sheena. - 25 Dec 2015, Super Live - En tant que membre du groupe de Gen Hoshino               |       |
| 28 Fev 2016    | Sky PerfecTV! Music Festival       | BS Sukapā!      | Main charge MC; sub MC, Shiori Tamai (Momoiro Clover Z) |       |
| 5 Août 2016    | Musica Piccolyno                   | NHK E           | Associé à un expert de la basse "Signoré Hammer" |       |
| 18 Oct 2016    | Utacon                             | NHK G           | Collaboration avec Sayuri Ishikawa et AyaBambi; showed off the drunk weather avec George Yanagi |       |
|                | Shakiin!                           | NHK E           | |       |
| 31 May 2017    | Shosuke Tanihara no 25-ji gohan    | TBS             | |       |

### Programmes radio
| Title         | Network |
| ------------- | ------- |
| Music Freaks  | FM802   |
| Radipedia     | J-Wave  |
| Rock With You | J-Wave  |

| Artiste | Enregistrement      | Remarques                                                                  |
| ------- | ------------------- | -------------------------------------------------------------------------- |
| Negicco | "Sunshine Nihonkai" | Chargé des commentaires du groupe sur le conseil d'administration régulier |